# Geaune
Geaune è un comune francese di 745 abitanti situato nel dipartimento delle Landes nella regione della Nuova Aquitania.
Il nome della località deriva da Genua, forma latina di quello della città di Genova: tale origine è dovuta al fatto che il siniscalco Antonio da Pessagno, fondatore nel 1318 dell'insediamento per conto dei sovrani Plantageneti, decise di ricordare attraverso tale denominazione la propria città natale.

## Società

### Evoluzione demografica
Abitanti censiti